# Physoconops neotropica
Physoconops neotropica är en tvåvingeart som först beskrevs av Camras 2008.  Physoconops neotropica ingår i släktet Physoconops och familjen stekelflugor.
Artens utbredningsområde är Bolivia. Inga underarter finns listade i Catalogue of Life.